# Масове вбивство у повіті Тенчун
Ма́сове вби́вство у пові́ті Тенчу́н сталося в переддень Китайського Нового року, 30 січня 2014 року, коли в селищі Цзінкоу невідомий розстріляв відразу дві сім'ї — 6 осіб загинуло, 3 було серйозно поранено. Злочин став винятковим для Китаю — країни, де будь-яка вогнепальна зброя знаходиться під повною забороною для цивільних, а за незаконне володіння нею передбачається кримінальна відповідальність (ув'язнення або страта). В короткий час понад тисячу військових оточили місце злочину, а за інформацію про злочинця або будь-яку допомогу в затриманні невідомого було оголошено винагороду в розмірі 30 тисяч доларів (200 тисяч юанів). Спочатку поліція не мала жодних припущень щодо мотиву злочину та особи підозрюваного, але незабаром слідчим вдалося з'ясувати, що голови убитих сімей були коханцями однієї одруженої жінки. Після цього вони вийшли на слід її чоловіка, Шао Цзунці (кит. трад. 邵宗其, спр. 邵宗其, піньїнь Shao Zongqi).
Кілька діб втікач переховувався від поліції, але вже 2 лютого 2014 він був заарештований в своєму рідному селі Хоуцяо повіту Тенчун. При арешті у нього було вилучено штурмову гвинтівку Type 56 та сорок набоїв. Наразі підозрюваний чекає вироку суду.

## Перебіг подій

### Підготовка до злочину
У середині 2013 року Шао Цзунці за 19 000 юанів придбав у сусідній М'янмі гвинтівку та 70 набоїв до неї. Його дружина була обізнана щодо цього факту, оскільки витирала дощову воду з гвинтівки, але нічого нікому не сказала і в поліцію не повідомила. Після придбання гвинтівки Шао влаштував пристрілювання в затишному місці в горах, на яке використав 5 набоїв.
У серпні 2013 Шао купує страховку для батька і здає страховку, придбану для нього дружиною. Одночасно він вилучає свою частку 100 тисяч юанів зі спільного бізнесу.
У листопаді 2013 Шао продає свою вантажівку за 100 з гаком тисяч юанів і купує джип зеленого кольору. План послідовно втілюється в життя.

### Вбивство
30 січня цього року рано вранці Шао сховав гвинтівку та набої в машині. Згодом вони з дружиною їдуть на ярмарок у селище Хоуцяочжень за 15 кілометрів. Повернувшись назад в село, Шао висаджує дружину з покупками біля будинку, а сам їде до занедбаної каменоломні, заряджає гвинтівку і повертається в село. Там він зупиняється біля будинку одного коханця дружини і з гвинтівкою йде в будинок. Там в цей час поруч з вітальнею сидять чотири людини. Шао стріляє в першого, кого він бачить — сина коханця, і відразу без перерви стріляє в батьків і доньку. Потім він вривається на кухню і вбиває там самого коханця і його дружину. Батько коханця гине на місці, дружина вмирає по дорозі в лікарню, син поранений в руку, мати поранена пострілом в пахову область, сам коханець отримав поранення в поперек, його дочка не отримала поранень.
Від'їхавши від будинку, Шао знову заряджає гвинтівку в затишному місці і повертається в село. Цього разу його мета — односелець Шао Цзунпін. Спочатку він пострілом вбиває 16-річного старшого сина Шао Цзунпіна. Потім він розстрілює самого Цзунпіна і його дружину, які в цей час їдять на кухні. Почувши чийсь переляканий крик, він поспішає в туалет, де вбиває 11-річного другого сина Цзунпіна — Шао Бяо, таким чином вбивши усіх чотирьох членів родини Шао.
Сусіди обох сімейств пояснювали слідчим, що зачувши постріли, не могли уявити, що стріляють з гвинтівки. Жителі села заявляють, що вперше почули постріли приблизно в 5 годин 10 хвилин. О 5 годині 17 хвилин командний центр місцевого управління отримав повідомлення про застосування зброї в селі Цянькоуцунь.
За визнанням Шао Цзунці його головними цілями були коханці його дружини: "Після того, як прийшов, я скільки міг, стільки і вбив".

## Розслідування
Вбивця зізнався, що придбав зброю і боєприпаси, як тільки дізнався про зраду дружини, але не пояснив продавцям, навіщо йому знадобилося зброя і стільки набоїв. Його дружина про можливу стрілянину знала, але не повідомила про це нікому, а тому також була заарештована. За словами Шао, злочин він скоїв на ґрунті помсти за перелюб.